# Oleg Lepik
Oleg Lepik (Pechory, 1 de agosto de 1973) é um futebolista estoniano que atua como zagueiro. Desde a temporada 2008/2009 ele joga pelo FC Narva Trans da Estônia.